# Kalle Ankas lediga dag
Kalle Ankas lediga dag (engelska: Donald's Off Day) är en amerikansk animerad kortfilm med Kalle Anka från 1944.

## Handling
Kalle Anka är ledig från sitt arbete och vill jättegärna gå ut och spela golf, men så fort han går ut börjar det regna. Han blir såpass arg att han tar ut ilskan på Knatte, Fnatte och Tjatte och ber dem att gå upp på rummet. När Kalle sitter och surar, planerar knattarna att hämnas på honom.

## Om filmen
Filmen hade svensk premiär i november 1945 och visades vid två olika tillfällen. Första gången ägde rum den 9 november på biografen Palladium i Stockholm som bonusfilm till långfilmen Under Kinas himmel (engelska: China Sky) med Randolph Scott i huvudrollen, och andra gången som separat kortfilm den 12 november på biografen Spegeln, även den ligger i Stockholm.

## Rollista
- Clarence Nash – Kalle Anka, Knatte, Fnatte och Tjatte[6]